# Liste des circonscriptions législatives de la Côte-d'Or
Le département français de la Côte-d'Or est, sous la Cinquième République, constitué de quatre circonscriptions législatives de 1958 à 1986, puis de cinq circonscriptions depuis le redécoupage de 1986, ce nombre étant maintenu lors du redécoupage de 2010, entré en application à compter des élections législatives de 2012.

## Présentation
Par ordonnance du 13 octobre 1958 relative à l'élection des députés à l'Assemblée nationale, le département de la Côte-d'Or est d'abord constitué de quatre circonscriptions électorales.
Lors des élections législatives de 1986 qui se sont déroulées selon un mode de scrutin proportionnel à un seul tour par listes départementales, le nombre de sièges de la Côte-d'Or a été porté de quatre à cinq.
Le retour à un mode de scrutin uninominal majoritaire à deux tours en vue des élections législatives suivantes, a maintenu ce nombre de cinq sièges,, selon un nouveau découpage électoral.
Le redécoupage des circonscriptions législatives réalisé en 2010 et entrant en application à compter des élections législatives de juin 2012, n'a modifié ni le nombre ni la répartition des circonscriptions de la Côte-d'Or.

## Composition des circonscriptions

### Composition des circonscriptions de 1958 à 1986
À compter de 1958, le département de la Côte-d'Or comprend quatre circonscriptions  regroupant les cantons suivants :
- 1re circonscription : Auxonne, Dijon-Sud, Dijon-Ouest, Genlis, Gevrey-Chambertin.
- 2e circonscription :  Dijon-Nord, Dijon-Est, Fontaine-Française, Grancey-le-Château, Is-sur-Tille, Mirebeau, Pontailler-sur-Saône, Selongey.
- 3e circonscription : Arnay-le-Duc, Beaune-Nord, Beaune-Sud, Bligny-sur-Ouche, Liernais, Nolay, Nuits-Saint-Georges, Pouilly-en-Auxois, Saint-Jean-de-Losne, Seurre.
- 4e circonscription : Aignay-le-Duc, Baigneux-les-Juifs, Châtillon-sur-Seine, Laignes, Montbard, Montigny-sur-Aube, Précy-sous-Thil, Recey-sur-Ource, Saint-Seine-l'Abbaye, Saulieu, Semur-en-Auxois, Sombernon, Venarey, Vitteaux.

### Composition des circonscriptions depuis 1988
À compter du découpage de 1986, le département de la Côte-d'Or comprend cinq circonscriptions regroupant les cantons suivants :
- 1re circonscription : Dijon-V, Dijon-VI, Dijon-VII, Fontaine-lès-Dijon.
- 2e circonscription : Auxonne, Dijon-I, Dijon-III, Dijon-VIII, Fontaine-Française, Mirebeau, Pontailler-sur-Saône.
- 3e circonscription : Chenôve, Dijon-II, Dijon-IV, Genlis.
- 4e circonscription : Aignay-le-Duc, Baigneux-les-Juifs, Châtillon-sur-Seine, Grancey-le-Château-Neuvelle, Is-sur-Tille, Laignes, Montbard, Montigny-sur-Aube, Précy-sous-Thil, Recey-sur-Ource, Saint-Seine-l'Abbaye, Saulieu, Selongey, Semur-en-Auxois, Sombernon, Venarey-les-Laumes, Vitteaux.
- 5e circonscription : Arnay-le-Duc, Beaune-Nord, Beaune-Sud, Bligny-sur-Ouche, Gevrey-Chambertin, Liernais, Nolay, Nuits-Saint-Georges, Pouilly-en-Auxois, Saint-Jean-de-Losne, Seurre.

À la suite du redécoupage des cantons de 2014, les circonscriptions législatives ne sont plus composées de cantons entiers mais continuent à être définies selon les limites cantonales en vigueur en 2010. Les circonscriptions sont ainsi composées des cantons actuels suivants :
- 1re circonscription : cantons de Dijon-1, Dijon-2 (sauf partie du centre-ville), Dijon-3 (partie du quartier Pouilly), Dijon-5 (partie du quartier du Port), Dijon-6 (sauf partie du quartier Bourroches), Fontaine-lès-Dijon (12 communes) et Talant (6 communes)
- 2e circonscription : cantons d'Auxonne, Dijon-2 (partie du centre-ville), Dijon-3 (sauf partie du quartier Pouilly), Dijon-4 (quartier Montmuzard et partie de Chevreul-Parc), Dijon-5 (sauf partie de Bourroches, Colombières et Port) et Fontaine-lès-Dijon (6 communes), commune de Varois-et-Chaignot
- 3e circonscription : cantons de Chenôve, Chevigny-Saint-Sauveur, Dijon-4 (quartier Facultés-Mansart), Dijon-5 (partie de Bourroches et Colombière), Dijon-6 (partie de Bourroches), Genlis et Saint-Apollinaire (sauf commune de Varois-et-Chaignot), commune de Bretenière
- 4e circonscription : cantons de Châtillon-sur-Seine, Fontaine-lès-Dijon (12 communes), Is-sur-Tille, Montbard, Semur-en-Auxois et Talant (28 communes)
- 5e circonscription : cantons d'Arnay-le-Duc, Beaune, Brazey-en-Plaine, Ladoix-Serrigny, Longvic (sauf commune de Bretenière) et Nuits-Saint-Georges